# American Music Award for Favorite Soul/R&B Album
Der American Music Award for Favorite Soul/R&B Album wird jährlich seit 1974 im Rahmen der American Music Awards für das beste Soul- oder R&B-Album des vergangenen Jahres vergeben. Die meisten Awards erhielt Michael Jackson mit vier Preisen. Beyoncé hatte mit sieben die meisten Nominierungen.

## Sieger und Nominierte

### 1970er
| Jahr | Künstler                 | Album                                  | Ref |
| ---- | ------------------------ | -------------------------------------- | --- |
| 1974 | Al Green                 | I'm Still in Love with You             |     |
| 1974 | Marvin Gaye              | Let's Get It On                        |     |
| 1974 | War                      | The World Is a Ghetto                  |     |
| 1975 | Gladys Knight & the Pips | Imagination                            |     |
| 1975 | Marvin Gaye              | Let’s Get It On                        |     |
| 1975 | Stevie Wonder            | Innervisions                           |     |
| 1976 | The Temptations          | A Song for You                         |     |
| 1976 | Earth, Wind & Fire       | That's the Way of the World            |     |
| 1976 | Ohio Players             | Five                                   |     |
| 1977 | Stevie Wonder            | Songs in the Key of Life               |     |
| 1977 | Earth, Wind & Fire       | Spirit                                 |     |
| 1977 | Earth, Wind & Fire       | That's the Way of the World            |     |
| 1978 | Stevie Wonder            | Songs in the Key of Life               |     |
| 1978 | Commodores               | Commodores                             |     |
| 1978 | Barry White              | Barry White Sings for Someone You Love |     |
| 1979 | Bee Gees                 | Saturday Night Fever                   |     |
| 1979 | Earth, Wind & Fire       | All 'n All                             |     |
| 1979 | Teddy Pendergrass        | Life Is a Song Worth Singing           |     |

### 1980er
| Jahr | Künstler                 | Album                                  | Ref |
| ---- | ------------------------ | -------------------------------------- | --- |
| 1980 | Michael Jackson          | Off the Wall                           |     |
| 1980 | Commodores               | Midnight Magic                         |     |
| 1980 | Teddy Pendergrass        | Teddy                                  |     |
| 1981 | Michael Jackson          | Off the Wall                           |     |
| 1981 | Diana Ross               | Diana                                  |     |
| 1981 | Teddy Pendergrass        | Teddy                                  |     |
| 1982 | Rick James               | Street Songs                           |     |
| 1982 | The Gap Band             | The Gap Band III                       |     |
| 1982 | Quincy Jones             | The Dude                               |     |
| 1982 | Stevie Wonder            | Hotter than July                       |     |
| 1983 | Aretha Franklin          | Jump to It                             |     |
| 1983 | Rick James               | Throwin' Down                          |     |
| 1983 | Stevie Wonder            | Stevie Wonder's Original Musiquarium I |     |
| 1984 | Michael Jackson          | Thriller                               |     |
| 1984 | Gladys Knight & the Pips | Visions                                |     |
| 1984 | Prince                   | 1999                                   |     |
| 1984 | Lionel Richie            | Lionel Richie                          |     |
| 1985 | Prince                   | Purple Rain                            |     |
| 1985 | Michael Jackson          | Thriller                               |     |
| 1985 | Lionel Richie            | Can't Slow Down                        |     |
| 1986 | Kool & the Gang          | Emergency                              |     |
| 1986 | Whitney Houston          | Whitney Houston                        |     |
| 1986 | Luther Vandross          | The Night I Fell in Love               |     |
| 1987 | Whitney Houston          | Whitney Houston                        |     |
| 1987 | Anita Baker              | Rapture                                |     |
| 1987 | Janet Jackson            | Control                                |     |
| 1987 | Run-D.M.C.               | Raising Hell                           |     |
| 1988 | Anita Baker              | Rapture                                |     |
| 1988 | LL Cool J                | Bigger and Deffer                      |     |
| 1988 | Luther Vandross          | Give Me the Reason                     |     |
| 1988 | Whitesnake               | Whitesnake                             |     |
| 1989 | George Michael           | Faith                                  |     |
| 1989 | Gladys Knight & the Pips | All Our Love                           |     |
| 1989 | Keith Sweat              | Make It Last Forever                   |     |

### 1990er
| Jahr | Künstler        | Album                              | Ref   |
| ---- | --------------- | ---------------------------------- | ----- |
| 1990 | Bobby Brown     | Don't Be Cruel                     |       |
| 1990 | MC Hammer       | Let's Get It Started               |       |
| 1990 | Karyn White     | Karyn White                        |       |
| 1991 | MC Hammer       | Please Hammer, Don’t Hurt ’Em      | [ 1 ] |
| 1991 | Janet Jackson   | Janet Jackson's Rhythm Nation 1814 | [ 1 ] |
| 1991 | Quincy Jones    | Back on the Block                  | [ 1 ] |
| 1992 | Luther Vandross | Power of Love                      |       |
| 1992 | Boyz II Men     | Cooleyhighharmony                  |       |
| 1992 | Whitney Houston | I’m Your Baby Tonight              |       |
| 1992 | Various Artists | New Jack City                      |       |
| 1993 | En Vogue        | Funky Divas                        | [ 2 ] |
| 1993 | Mariah Carey    | MTV Unplugged                      | [ 2 ] |
| 1993 | Michael Jackson | Dangerous                          | [ 2 ] |
| 1994 | Whitney Houston | The Bodyguard                      |       |
| 1994 | Janet Jackson   | janet                              |       |
| 1994 | Silk            | Lose Control                       |       |
| 1994 | SWV             | It's About Time                    |       |
| 1995 | Toni Braxton    | Toni Braxton                       | [ 3 ] |
| 1995 | Mariah Carey    | Music Box                          | [ 3 ] |
| 1995 | R. Kelly        | 12 Play                            | [ 3 ] |
| 1996 | Boyz II Men     | II                                 | [ 4 ] |
| 1996 | Mary J. Blige   | My Life                            | [ 4 ] |
| 1996 | TLC             | CrazySexyCool                      | [ 4 ] |
| 1997 | Toni Braxton    | Secrets                            | [ 5 ] |
| 1997 | Mariah Carey    | Daydream                           | [ 5 ] |
| 1997 | Keith Sweat     | Keith Sweat                        | [ 5 ] |
| 1998 | Mary J. Blige   | Share My World                     | [ 6 ] |
| 1998 | Erykah Badu     | Baduizm                            | [ 6 ] |
| 1998 | Blackstreet     | Another Level                      | [ 6 ] |
| 1998 | Puff Daddy      | No Way Out                         | [ 6 ] |
| 1999 | Will Smith      | Big Willie Style                   |       |
| 1999 | K-Ci & JoJo     | Love Always                        |       |
| 1999 | Brian McKnight  | Anytime                            |       |

### 2000er
| Jahr | Künstler            | Album                           | Ref    |
| ---- | ------------------- | ------------------------------- | ------ |
| 2000 | Lauryn Hill         | The Miseducation of Lauryn Hill | [ 7 ]  |
| 2000 | Whitney Houston     | My Love Is Your Love            | [ 7 ]  |
| 2000 | TLC                 | FanMail                         | [ 7 ]  |
| 2001 | Toni Braxton        | The Heat                        |        |
| 2001 | Destiny’s Child     | The Writing’s on the Wall       |        |
| 2001 | Sisqó               | Unleash the Dragon              |        |
| 2002 | Aaliyah             | Aaliyah                         |        |
| 2002 | Alicia Keys         | Songs in A Minor                |        |
| 2002 | Janet Jackson       | All for You                     |        |
| 2003 | Eminem              | The Eminem Show                 | [ 8 ]  |
| 2003 | Ashanti             | Ashanti                         | [ 8 ]  |
| 2003 | Ludacris            | Word of Mouf                    | [ 8 ]  |
| 2003 | Nelly               | Nellyville                      | [ 8 ]  |
| 2003 | Luther Vandross     | Dance with My Father            | [ 9 ]  |
| 2003 | Ashanti             | Chapter II                      | [ 9 ]  |
| 2003 | Beyoncé             | Dangerously in Love             | [ 9 ]  |
| 2003 | R. Kelly            | Chocolate Factory               | [ 9 ]  |
| 2004 | Usher               | Confessions                     | [ 10 ] |
| 2004 | Alicia Keys         | The Diary of Alicia Keys        | [ 10 ] |
| 2004 | Prince              | Musicology                      | [ 10 ] |
| 2005 | Destiny’s Child     | Destiny Fulfilled               | [ 11 ] |
| 2005 | Mariah Carey        | The Emancipation of Mimi        | [ 11 ] |
| 2005 | Fantasia            | Free Yourself                   | [ 11 ] |
| 2006 | Mary J. Blige       | The Breakthrough                | [ 12 ] |
| 2006 | Mariah Carey        | The Emancipation of Mimi        | [ 12 ] |
| 2006 | Jamie Foxx          | Unpredictable                   | [ 12 ] |
| 2007 | Justin Timberlake   | FutureSex/LoveSounds            | [ 13 ] |
| 2007 | Beyoncé             | B'Day                           | [ 13 ] |
| 2007 | R. Kelly            | Double Up                       | [ 13 ] |
| 2008 | Alicia Keys         | As I Am                         | [ 14 ] |
| 2008 | Mary J. Blige       | Growing Pains                   | [ 14 ] |
| 2008 | Mariah Carey        | E=MC²                           | [ 14 ] |
| 2009 | Michael Jackson     | Number Ones                     | [ 15 ] |
| 2009 | Beyoncé             | I Am... Sasha Fierce            | [ 15 ] |
| 2009 | The Black Eyed Peas | The E.N.D                       | [ 15 ] |

### 2010er
| Jahr | Künstler          | Album                     | Ref    |
| ---- | ----------------- | ------------------------- | ------ |
| 2010 | Usher             | Raymond v. Raymond        | [ 16 ] |
| 2010 | Alicia Keys       | The Element of Freedom    | [ 16 ] |
| 2010 | Sade              | Soldier of Love           | [ 16 ] |
| 2011 | Rihanna           | Loud                      | [ 17 ] |
| 2011 | Beyoncé           | 4                         | [ 17 ] |
| 2011 | Chris Brown       | F.A.M.E.                  | [ 17 ] |
| 2012 | Rihanna           | Talk That Talk            | [ 18 ] |
| 2012 | Chris Brown       | Fortune                   | [ 18 ] |
| 2012 | Usher             | Looking 4 Myself          | [ 18 ] |
| 2013 | Justin Timberlake | The 20/20 Experience      | [ 19 ] |
| 2013 | Rihanna           | Unapologetic              | [ 19 ] |
| 2013 | Robin Thicke      | Blurred Lines             | [ 19 ] |
| 2014 | Beyoncé           | Beyoncé                   | [ 20 ] |
| 2014 | John Legend       | Love in the Future        | [ 20 ] |
| 2014 | Pharrell Williams | Girl                      | [ 20 ] |
| 2015 | The Weeknd        | Beauty Behind the Madness | [ 21 ] |
| 2015 | Chris Brown       | X                         | [ 21 ] |
| 2015 | D'Angelo          | Black Messiah             | [ 21 ] |
| 2016 | Rihanna           | Anti                      | [ 22 ] |
| 2016 | Beyoncé           | Lemonade                  | [ 22 ] |
| 2016 | Bryson Tiller     | Trapsoul                  | [ 22 ] |
| 2017 | Bruno Mars        | 24K Magic                 | [ 23 ] |
| 2017 | Childish Gambino  | „Awaken, My Love!“        | [ 23 ] |
| 2017 | The Weeknd        | Starboy                   | [ 23 ] |
| 2018 | XXXTentacion      | 17                        | [ 24 ] |
| 2018 | Khalid            | American Teen             | [ 24 ] |
| 2018 | SZA               | Ctrl                      | [ 24 ] |
| 2019 | Khalid            | Free Spirit               | [ 25 ] |
| 2019 | Chris Brown       | Indigo                    | [ 25 ] |
| 2019 | Ella Mai          | Ella Mai                  | [ 25 ] |

### 2020er
| Jahr | Künstler                                 | Album                                    | Ref    |
| ---- | ---------------------------------------- | ---------------------------------------- | ------ |
| 2020 | The Weeknd                               | After Hours                              | [ 26 ] |
| 2020 | Doja Cat                                 | Hot Pink                                 | [ 26 ] |
| 2020 | Summer Walker                            | Over It                                  | [ 26 ] |
| 2021 | Doja Cat                                 | Planet Her                               | [ 27 ] |
| 2021 | Giveon                                   | When It's All Said and Done... Take Time | [ 27 ] |
| 2021 | H.E.R.                                   | Back of My Mind                          | [ 27 ] |
| 2021 | Jazmine Sullivan                         | Heaux Tales                              | [ 27 ] |
| 2021 | Queen Naija                              | Missunderstood                           | [ 27 ] |
| 2022 | Beyoncé                                  | Renaissance                              | [ 28 ] |
| 2022 | Drake                                    | Honestly, Nevermind                      | [ 28 ] |
| 2022 | Silk Sonic (Bruno Mars & Anderson .Paak) | An Evening with Silk Sonic               | [ 28 ] |
| 2022 | Summer Walker                            | Still Over It                            | [ 28 ] |
| 2022 | The Weeknd                               | Dawn FM                                  | [ 28 ] |

## Statistiken

### Mehrfachgewinner
4 Awards
- Michael Jackson

3 Awards
- Toni Braxton
- Rihanna

2 Awards
- Beyoncé
- Mary J. Blige
- Whitney Houston
- Justin Timberlake
- Usher
- Luther Vandross
- Stevie Wonder
- The Weeknd

### Multiple Nominierungen
7 Nominierungen
- Beyoncé

6 Nominierungen
- Mariah Carey
- Michael Jackson

5 Nominierungen
- Whitney Houston
- Stevie Wonder

4 Nominierungen
- Mary J. Blige
- Chris Brown
- Earth, Wind and Fire
- Janet Jackson
- Alicia Keys
- Rihanna
- The Weeknd
- Luther Vandross

3 Nominierungen
- Toni Braxton
- Gladys Knight & the Pips
- R. Kelly
- Teddy Pendergrass
- Prince
- Usher

2 Nominierungen
- Ashanti
- Anita Baker
- Boyz II Men
- Commodores
- Destiny’s Child
- Doja Cat
- Khalid
- Marvin Gaye
- Rick James
- Quincy Jones
- Bruno Mars
- MC Hammer
- Lionel Richie
- Keith Sweat
- Justin Timberlake
- TLC
- Summer Walker